# Колека, Спиро
Спиро Тома Колека (алб. Spiro Thoma Koleka; 7 июля 1908 года — 22 августа 2001 года, Тирана) — албанский политический деятель греческого происхождения, один из членов высшего руководства страны в коммунистический период, член Политбюро ЦК Албанской партии труда с 1948 по 1981 годы.

## Биография
Спиро Колека родился в деревне Вуно, принадлежавшей к округу города Химара, где доминирует коренное греческое население, 7 июля 1908 года. Изначально получал домашнее образование, затем учился в классическом лицее св. Димитрия в Италии. Впоследствии Колека учился в Пизанском университете в Италии, который окончил в 1934 году по специальности инженер-строитель.
С 1936 по 1937 год он был сотрудником Министерства иностранных дел Албании, в 1937—1939 годах — начальником Управления по международным делам в Шкодре.
Спиро Колека являлся членом Коммунистической партии Албании с 1943 года. Он участвовал в качестве партизана в Национально-освободительной войне албанского народа против немецких и итальянских фашистов, был членом Генерального штаба армии. После освобождения страны от немецкой оккупации и установления власти коммунистов он занимал посты заместителя председателя Совета министров, был депутатом во всех законодательных органах во время коммунистического режима. 
23 марта 1949 г. в Москве Спиро Колека присутствовал при беседе председателя Совета Министров СССР И.В. Сталина с председателем Совета Министров Албании Э. Ходжа.
26 марта 1956 г. в Москве Спиро Колека подписал международное соглашение об учреждении ОИЯИ.
13 февраля 1995 президент Албании Сали Бериша издал указ N 1018 — об отмене всех наград и почётных званий, присвоенных руководителям коммунистического режима. Это решение касалось Энвера Ходжи (посмертно), Неджмие Ходжи (прижизненно), Хаджи Леши (прижизненно), Гого Нуши (посмертно), Хаки Тоски (посмертно), Шефкета Печи (прижизненно), Хюсни Капо (посмертно), Спиро Колеки (прижизненно).

## Политическая деятельность
- Заместитель премьер-министра Албании с 1 ноября 1949 года по 24 сентября 1953 года в кабинете Энвера Ходжи.
- Председатель Госплана с 1 ноября 1949 года по 5 июля 1950 года.
- Министр промышленности и строительства Албании с 24 июля 1953 года по 23 июля 1954 года.
- Председатель Госплана с 23 июля 1954 г. по 21 июня 1958 г.
- Заместитель премьер-министра Албании с 4 июля 1956 года по 18 марта 1966 года в кабинете Мехмета Шеху.
- Председатель Госплана с 18 марта 1966 года по 1 марта 1968 года.
- Заместитель премьер-министра Албании с 1 ноября 1968 года по 13 ноября 1976 года в кабинете Мехмета Шеху.